# Eric Sykes
Eric Sykes OBE (Oldham, 4 de maio de 1923 – Surrey, 4 de julho de 2012) foi um ator, roteirista e diretor inglês.

## Biografia
Sua carreira como roteirista e ator no teatro, cinema e televisão o tornou num dos grandes nomes da comédia no Reino Unido.
Em 1988, recebeu o título Freeman of City of London e em 2004 recebeu a Order of the British Empire (Ordem do Império Britânico).

## Cinema e televisão

### Filmes que ele criou e apareceu
- Pantomania, or Dick Whittington (1956)
- Dress Rehearsal (1956 TV)
- Opening Night (1956 TV)
- Closing Night (1957)
- Gala Opening (1959)
- The Plank (1967)
- Shalako (1968)
- It's Your Move (1969)
- Rhubarb (1969 curta)
- Mr. H is Late (1969)
- Sykes: With the Lid Off (1971 TV)
- Eric Sykes Shows a Few of our Favourite Things (1977)
- The Plank (1979 TV short), remake deThe Plank (1967)
- The Likes of Sykes (1980 TV)
- Rhubarb Rhubarb (1980), remake de Rhubarb (1969)
- If You Go Down in the Woods Today (1981)
- The Eric Sykes 1990 Show (1982 TV)
- It's Your Move (1982 TV, curta), remake de of It's Your Move (1969)
- Mr. H Is Late (1988 TV, curta)
- The Big Freeze (1993 TV)

### Séries de televisão que ele criou e apareceu
- Sykes and a... (1960–1965)
- Sykes and a Big Big Show (1971)
- Sykes (1972–1979)

### Outros papéis de atuação
- Orders Are Orders (1954)
- Charley Moon (1956)
- Tommy the Toreador (1959)
- Watch Your Stern (1960)
- Very Important Person (1961)
- Invasion Quartet (1961)
- Village of Daughters (1962)
- Kill or Cure (1962)
- Heavens Above! (1963)
- The Bargee (1964)
- One Way Pendulum (1964)
- Those Magnificent Men in Their Flying Machines (1965)
- Rotten to the Core (1965)
- The Liquidator (1965)
- Big Bad Mouse (1966, TV)
- The Spy with a Cold Nose (1966)
- Sykes Versus ITV (1967, TV)
- Shalako (1968) as Mako
- Monte Carlo or Bust (1969)
- Big Bad Mouse (1972, TV)
- Theatre of Blood (1973)
- Charlie's Aunt (1977, TV)
- The Boys in Blue (1982)
- Gabrielle and the Doodleman (1984)
- The Six Napoleons (1986)
- Splitting Heirs (1993)
- Dinnerladies (1998, TV)
- Mavis and the Mermaid (2000, curta)
- Gormenghast (2000, minisséries)
- The Others (2001)
- Harry Potter and the Goblet of Fire (2005)
- My Family (2007)
- Son of Rambow (2007)
- Agatha Christie's Poirot: Hallowe'en Party (2010 TV, episódio)